# James Matthew Dillon
James Matthew Dillon (26 septembre 1902 - 10 février 1986) est un homme politique irlandais du Fine Gael qui est chef de l'opposition et chef du Fine Gael de 1959 à 1965 et ministre de l'Agriculture de 1948 à 1951 et de 1954 à 1957. Il est Teachta Dála (TD) de 1932 à 1969 .
Il est le fils de John Dillon, le dernier chef du Parti parlementaire irlandais (1918), et d'Elizabeth Dillon.

## Biographie

### Études
Dillon est né à Dublin. Il fait ses études au Mount St Benedict's, à Gorey, dans le comté de Wexford, au University College de Galway et à King's Inns. Il se qualifie comme avocat et est admis au Barreau en 1931. Dillon étudie les méthodes commerciales à Selfridges à Londres. Après un certain temps chez Marshall Field's à Chicago, il retourne en Irlande où il devient directeur de l'entreprise familiale connue sous le nom de Monica Duff's à Ballaghaderreen, dans le comté de Roscommon.

### Carrière politique
Entre 1932 et 1937, Dillon est Teachta Dála (TD) pour la circonscription de Donegal pour le Parti du centre national et après sa fusion avec Cumann na nGaedheal, pour le nouveau parti du Fine Gael. Dillon joue un rôle clé dans l'instigation de la création du Fine Gael et deviendra un membre clé du parti dans les années suivantes. Il reste député pour Monaghan de 1937 à 1969 . Dillon est chef adjoint du Fine Gael sous William T. Cosgrave.
Il démissionne temporairement du Fine Gael en 1942 en raison de sa position sur la neutralité irlandaise pendant la Seconde Guerre mondiale. Alors que Fine Gael soutient la décision du gouvernement de rester en dehors de la guerre, Dillon exhorte le gouvernement à se ranger du côté des Alliés. Antinazi passionné, Dillon décrit la croyance nazie comme "le diable lui-même avec une efficacité du XXe siècle". Son zèle contre Hitler lui attire la colère du ministre allemand Eduard Hempel, qui le dénonce comme un "juif" et un "haineux allemand" . Même Eamonn De Valera, alors Taoiseach, n'est pas épargné par la férocité de la rhétorique de Dillon.
Dillon a une année 1942 personnellement mouvementée: alors qu'il est en vacances à Carna, dans le comté de Galway, il rencontre Maura Phelan de Clonmel un vendredi. Ce lundi-là, les deux se fiancent et six semaines plus tard, ils se marient. James a 40 ans, Maura 22 ans .
Dillon est l'un des indépendants qui soutiennent le premier gouvernement interpartis (1948-1951) et est nommé ministre de l'Agriculture. En tant que ministre, Dillon est responsable d'énormes améliorations dans l'agriculture irlandaise. L'argent est dépensé pour des projets de remise en état des terres dans les zones de terres moins fertiles tandis que la qualité globale des produits agricoles irlandais augmente.
Dillon rejoint le Fine Gael en 1953. Il redevient ministre de l'Agriculture dans le deuxième gouvernement interpartis (1954–1957). En 1959, Dillon est chef du Fine Gael, succédant à Richard Mulcahy. Il devient président du parti en 1960. En 1965, le Fine Gael perd les élections générales contre Seán Lemass et Fianna Fáil. Les partis non Fianna Fáil remportent 69 sièges contre 72 pour le Fianna Fáil. Ayant échoué de peu à devenir Taoiseach, Dillon démissionne de son poste de chef du Fine Gael après les élections.
Concernant l'Irlande du Nord, alors que Dillon s'est opposé à la partition, il s'est également opposé à toute «solution armée» ou politique nationaliste militante.
Dillon est un contributeur coloré aux travaux du Dáil et est connu pour son haut niveau d'art oratoire. Il reste député jusqu'en 1969, date à laquelle il se retire de la politique. Il est décédé à Dublin en 1986 à l'âge de 83 ans.